# City of Adelaide
El SS City of Adelaide fue un barco de vapor con casco de hierro que se botó en Escocia en 1863, tuvo una larga trayectoria en el servicio de pasajeros y carga de Australia y se hundió frente a la costa de Queensland en 1916. Sirvió con varios armadores australianos, entre ellos Australasian Steam Navigation Company, Australasian United Steam Navigation Company y Howard Smith Company.
El City of Adelaide fue construido como un barco de vapor de tres mástiles. En 1871, se le quitó uno de los mástiles para aumentar el espacio para los pasajeros. En 1890, se le quitó la máquina de vapor y se lo reconvirtió en un barco de cuatro mástiles. En 1902 se lo convirtió en un buque carbonero. En 1912, un incendio lo destruyó por completo.
En 1916, su casco quemado encalló en Cockle Bay, isla Magnética, Queensland. En 1942, cuatro personas murieron cuando un avión de la Real Fuerza Aérea Australiana chocó contra uno de sus mástiles. En 1971, el ciclón Althea destrozó parte de su pecio, pero sus restos aún son visibles en Cockle Bay.

## Hundimiento
En 1912, el barco se incendió y ardió durante algunos días antes de que las llamas se extinguieran. En 1915, George Butler, el hijo del primer residente europeo de isla Magnética, compró su casco quemado. Hizo desmontar el casco y se intentó hacer flotar el barco hasta la bahía Picnic de isla Magnética, donde sería hundido como rompeolas para un embarcadero. Sin embargo, mientras el barco estaba siendo remolcado desde Townsville a Picnic Bay, encalló frente a la bahía Cockle de Magnetic Island.

## Pecio

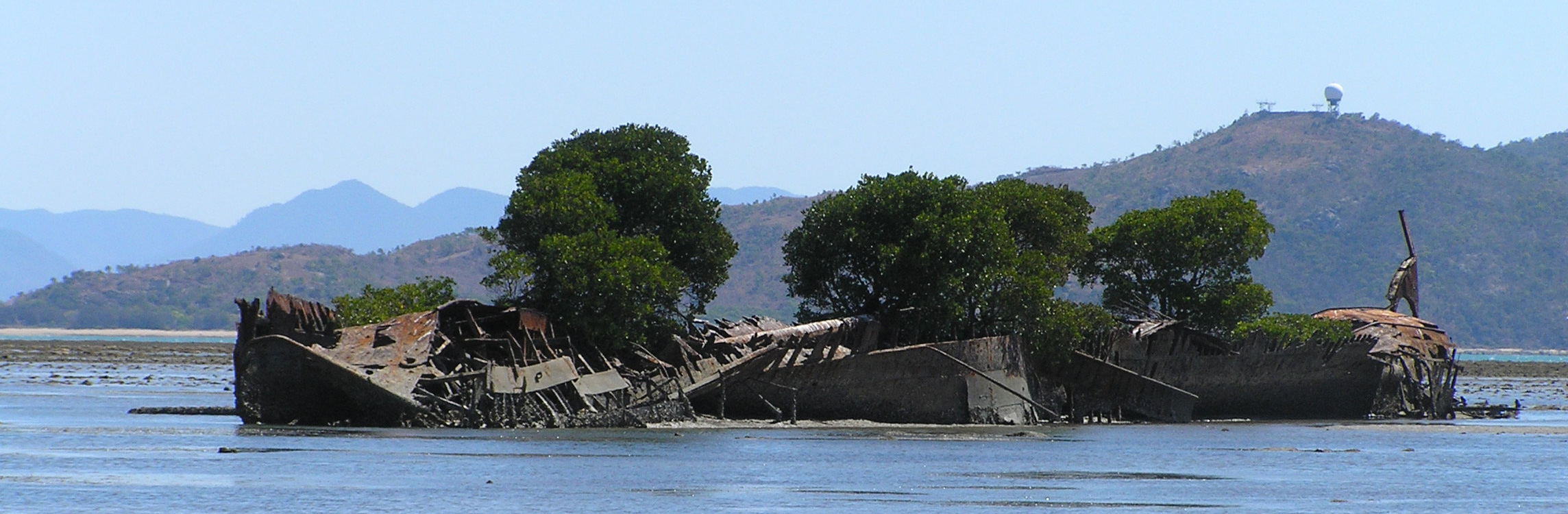
Pecio del City of Adelaide durante la marea baja.

En la Segunda Guerra Mundial, la Real Fuerza Aérea Australiana (RAAF) utilizó el pecio para prácticas de tiro para las tripulaciones de los bombarderos del cercano aeródromo de Garbutt. El 22 de octubre de 1942, seis bombarderos Bristol Beaufort de la RAAF del Escuadrón 100 realizaron un simulacro de ataque con torpedos coordinado sobre el puerto de Townsville, seguido de un bombardeo de práctica coordinado sobre el pecio. El simulacro de ataque sobre el puerto de Townsville fue un éxito, tras lo cual los seis bombarderos ascendieron a unos 1.000 pies (300 m) y volaron en formación en V hacia Cockle Bay.
Varios de los aviones se lanzaron en picada hacia el naufragio en un bombardeo, durante el cual uno de los aviones pareció golpear uno de los mástiles del barco hundido, antes de estrellarse en el mar poco profundo a unos 700 metros (770 yardas) del barco. El fuselaje del avión se desintegró en el impacto, matando instantáneamente a tres oficiales de la RAAF y a un oficial de la Marina de los Estados Unidos a bordo del bombardero.
El pecio se encuentra a unos 300 metros (330 yardas) de la costa de Cockle Bay. El 24 de diciembre de 1971, el ciclón Althea golpeó la costa del norte de Queensland cerca de isla Magnética, lo que provocó el derrumbe de una parte del casco de hierro del pecio. Sin embargo, el pecio sigue siendo una isla artificial que alberga una gran diversidad de vida vegetal y animal. La ubicación del pecio es 19°10′29″S 146°49′32″E / -19.174842, 146.825471.